# Kaeroga
Kaeroga (auch: Garoga, Kaeroga-tō, Tufa Island) ist ein Motu des Rongelap-Atolls der pazifischen Inselrepublik Marshallinseln.

## Geographie
Kaeroga liegt im südlichen Riffsaum am Kaeroga Pass, gegenüber von Enigan. Sie ist knapp drei Kilometer entfernt vom westlich gelegenen Arugaren.
Die Insel selbst folgt in einem sanften Bogen dem Verlauf der Riffkrone zum Inneren der Lagune hin. Die Insel ist unbewohnt und seit dem Kernwaffentest der Bravo-Bombe atomar verseucht.